# 陳蓋武
陳蓋武（1974年4月19日—），台灣政界人士，大學助理教授，親民黨籍，曾任親民黨組織部副主任、親民黨全國聯合服務中心副執行長、社團法人台灣新住民發展協會理事長曾任台北市政府資訊局專門委員，2015年4月出任臺北市政府公務人員訓練處主任秘書。

## 簡歷

### 2012
- 擔任親民黨全國聯合服務中心副執行長

### 2014
- 2014年接受親民黨徵召參選第12屆台北市議員(中正、萬華選區)，以2887票(得票率1.48%)落選。

### 2015
- 柯文哲當選臺北市市長後，進入臺北市政府服務。短暫擔任臺北市政府資訊局專門委員後，轉任臺北市政府公務人員訓練處主任秘書。

## 外部連結
- 砍樹蓋世大運選手村 親民黨批朱被郝牽著走 （页面存档备份，存于）
- 陳蓋武參選台北市中正、萬華區市議員理念 （页面存档备份，存于）